# Giulianium
Giulianium is een geslacht van kevers uit de familie van de kortschildkevers (Staphylinidae).

## Soorten
- Giulianium alaskanum Ahn & Ashe, 1999
- Giulianium campbelli Moore, 1976
- Giulianium newtoni Ahn & Ashe, 1999